# Janet Biehl

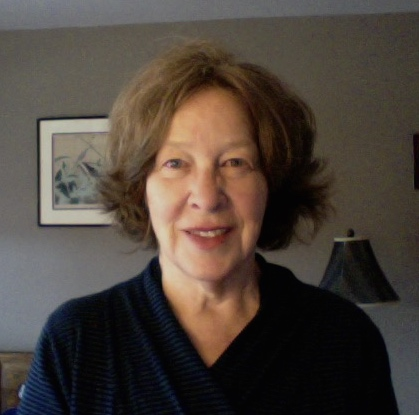
Janet Biehl

Janet Biehl (* 1953) ist eine amerikanische, anarchistische Theoretikerin des Öko-Anarchismus und des sozialen Ökofeminismus, die sich zum Libertären Kommunalismus bekennt. Mit dem Besuch des Institute for Social Ecology 1986 begann die Zusammenarbeit mit Murray Bookchin.

## Leben
Von 1987 bis 2000 publizierten Janet Biehl und Murray Bookchin Green Perspectives, eine Zeitung für die sozialökologische Bewegung, welche später in Left Green Perspectives umbenannt wurde.
Biehl schrieb Bücher und Artikel, welche die Ideen des libertären Kommunalismus, der Sozialökologie und des Ökofeminismus behandelten. Ihr Buch The Politics of Social Ecology fasste Bookchins Ideen der face-to-face-Demokratie zusammen.
2001 zog sie sich aus der aktuellen Politik zurück, um sich stärker um den gealterten Murray Bookchin zu kümmern, der 2006 starb.
2011 erklärte Janet Biehl, dass sie schon seit Ende der 1990er Jahre zu ihrer „prä-1987-politischen-Identität“ zurückgekehrt sei, die von Linken als sozialdemokratisch bezeichnet würde.

## Publikationen
- Finding our Way. Rethinking Ecofeminist Politics (1991)
- Ecofascism: Lessons from the German Experience (1996) ISBN 1-873176-73-2
- The Politics of Social Ecology: Libertarian Municipalism (1997) ISBN 1-55164-100-3
- The Murray Bookchin Reader (1997) ISBN 0-304-33874-5
- Der soziale Ökofeminismus und andere Aufsätze, Trotzdem Verlag, Grafenau 1991, ISBN 3-922209-34-3
- Der libertäre Kommunalismus. Die politische Praxis der Sozialökologie, Trotzdem Verlag, Grafenau 1998, ISBN 3-931786-07-2